# تايلر هيكس
تايلر هيكس (بالإنجليزية: Tyler Hicks) هو مصور أخبار ومصور وصحفي أمريكي، ولد في 9 يوليو 1969 في ساو باولو في البرازيل.